# European Journal of Plant Pathology
European Journal of Plant Pathology is een internationaal wetenschappelijk tijdschrift dat zich richt op de fytopathologie. Het tijdschrift wordt uitgegeven door Springer in samenwerking met de European Foundation for Plant Pathology. 
In 1994 is het tijdschrift geïntroduceerd als internationale voortzetting van Netherlands Journal of Plant Pathology van de Koninklijke Nederlandse Plantenziektekundige Vereniging. Jaarlijks verschijnen twaalf nummers, in zowel een papieren als een online versie. Leden van de nationale verenigingen die zijn verbonden met de European Foundation for Plant Pathology, krijgen korting op een abonnement. 
Het tijdschrift publiceert over gewasbescherming en de epidemiologie, ecologie, biochemie, fysiologie en moleculaire aspecten van plantenziekten en de veroorzakers (schimmels, bacteriën, virussen, geleedpotigen en nematoden). In het tijdschrift verschijnen onderzoeksartikelen en reviewartikelen. 